# À tout jamais
À tout jamais è un singolo della cantante francese Mylène Farmer, pubblicato il 26 agosto 2022 come primo estratto dal dodicesimo album in studio L'Emprise.

## Video musicale
Il video musicale, reso disponibile il 12 settembre 2022, è stato diretto da Tobias Gremmler.

## Tracce
Testi di Mylène Farmer, musiche di Yoann Lemoine.
Download digitale, streaming
1. À tout jamais – 3:46

CD, download digitale, streaming
1. À tout jamais – 3:46
2. À tout jamais (NPD’S Remix by Philip Larsen) – 4:44
3. À tout jamais (D Remix – Distortion Remix by Vitalic) – 4:40
4. À tout jamais (MM Remix – Master Manipulation Remix by Motherweshare) – 5:49
5. À tout jamais (Control Remix by Fragrance) – 4:01
6. À tout jamais (Instrumental Version) – 3:46

LP
1. À tout jamais (NPD’S Remix by Philip Larsen) – 4:43
2. À tout jamais (MM Remix – Master Manipulation Remix by Motherweshare) – 5:48
3. À tout jamais (D Remix – Distortion Remix by Vitalic) – 4:40
4. À tout jamais (Control Remix by Fragrance) – 4:01
5. À tout jamais – 3:45

## Classifiche
| Classifica (2022) | Posizione massima |
| ----------------- | ----------------- |
| Belgio (Vallonia) | 18                |
| Francia           | 10                |